# Stay Together
Stay Together — шостий студійний альбом англійської групи Kaiser Chiefs, який був випущений 7 жовтня 2016 року. Альбом написаний та спродюсований у співавторстві з Браяном Гіґґінсом. Назва альбому є посиланням на пісню "We Stay Together".

## Промо
13 червня 2016, Kaiser Chiefs випустили пісню "Parachute" на своєму YouTube аккаунті, і пізніше відео.

## Сингли
14 червня 2016, Kaiser Chiefs випустили головний сингл, "Parachute", відео на нього вийшло 20 червня. Другий сингл на пісню "Hole in My Soul" вийшов 18 серпня.

## Композиції
| #   | Назва                                                                          | Тривалість |
| --- | ------------------------------------------------------------------------------ | ---------- |
| 1.  | «We Stay Together»                                                             | 4:32       |
| 2.  | «Hole in My Soul»                                                              | 4:27       |
| 3.  | «Parachute»                                                                    | 3:52       |
| 4.  | «Good Clean Fun»                                                               | 5:08       |
| 5.  | «Why Do You Do It to Me?»                                                      | 4:26       |
| 6.  | «Indoor Firework»                                                              | 3:57       |
| 7.  | «Press Rewind»                                                                 | 5:01       |
| 8.  | «Happen in a Heartbeat»                                                        | 3:20       |
| 9.  | «High Society»                                                                 | 3:47       |
| 10. | «Sunday Morning»                                                               | 4:30       |
| 11. | «Still Waiting (містить прихований трек "Lazor Jam", який починається з 5:40)» | 8:41       |

## Учасники запису
- Рікі Вілсон - головний вокал, перкусія
- Ендрю Вайт - гітарист, бек-вокал
- Саймон Рікс - бас-гітара, бек-вокал
- Нік "Пінат" Бейнс - клавіші/синтезатор
- Віджей Містрі - ударні, перкусія